# Dea Dia

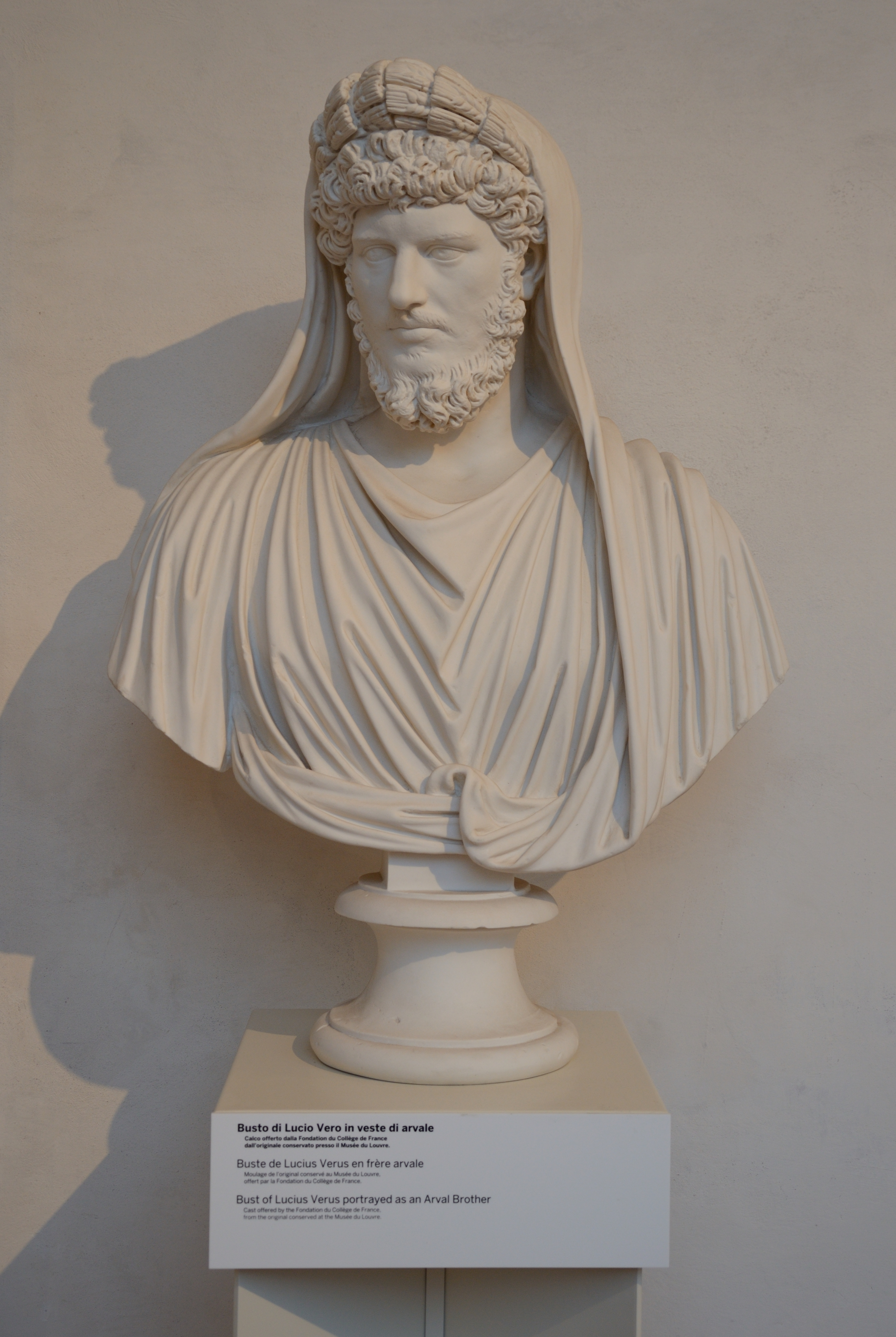
Buste de Lucius Verus, membre de la confrérie des Frères Arvales, desservant le culte de Dea Dia. Copie d’après un original du musée du Louvre à Paris.

Dea Dia est une divinité romaine qui nous est connue par le culte que lui rendait la confrérie des frères arvales. Dea Dia signifie en latin déesse divine
Dea Dia était l'une des déesses protectrices des champs. Les divers écrits des frères arvales nous renseignent sur les particularités détaillées de son culte. Ce culte local, très ancien, est néanmoins mal connu. Aucun des écrivains latins ou grecs ne fait allusion à cette déesse. Elle n'est connue que par les inscriptions trouvées dans la vigne des Ceccarelli, à Rome.  
Le culte fut toujours limité à la confrérie qui la desservait. Il ne fut jamais reconnu, malgré la protection qu'Auguste lui accorda. Les cérémonies religieuses des frères arvales, sur lesquelles les inscriptions nous renseignent abondamment, étaient célébrées dans le bois sacré de Dea Dia, bois de lauriers et de chênes. Ce bois sacré se situait près de la via Campana, au cinquième mille (7,8 km de Rome). Un deuxième lieu de culte de la déesse se trouve à Rome, Il n'est pas fixe et change tous les ans. C'est un autel portatif, porté dans la résidence du président (magister) de la confrérie des frères arvales, qui est élu annuellement. 
Sa fête, célébrée trois jours en mai (les 17, 19 et 20 mai ou 27, 28, 29 mai), avait pour but d'attirer sa bénédiction sur les champs.

## Déroulement du culte de la Dea Dia[2]
Sur les trois jours, le premier et le dernier se déroulent à Rome, dans la maison du magister des frères arvales. Les sacrifices se lient aux banquets et ne sont pas sanglants. Le deuxième jour les sacrifices sont sanglants, alternent avec les élections du futur président des frères arvales et la désignation du prochain flamine par les membres des frères arvales. Le deuxième jour, une course de char a lieu en plus d'une quête de céréales dans les environs[Quoi ?]. Les offrandes de céréales complètent celles de vin et d'encens et sont les plus courantes durant ces trois jours de culte. 
Ce culte permettait la continuité du fonctionnement des frères arvales.
Le lieu de culte (lucus ou bois sacré) de Dea Dia en dehors de la cité de Rome se situe près du Tibre. Il est constitué d'un espace sacré avec un autel et un temple (lié à la colline) mais aussi d'un cirque à l'ouest, et, sur les rives du Tibre à l'est, d'un bâtiment avec des salles dont une salle de bains pour se purifier (se rendre propre pour les dieux, base de tout offrande). Entre le cirque et les bâtiments à l'est, il y a le Caesarum et un tétrastyle. Le Caesarum est un bâtiment pour le culte des empereurs Divi et du Génie de l'empereur au pouvoir. Le tétrastyle est le lieu d'élection et de banquet des frères Arvales. 
Le bois sacré demande des rituels spécifiques pour pouvoir y entrer et demander pardon pour cette intrusion, un sacrifice non sanglant. L'entretien du lieu de culte de Dea Dia est fait par les frères arvales et demande aussi ce type de sacrifice au début et à la fin. Ne pas les faire serait rompre la paix avec les dieux. Il faut donc faire en sorte que le temple soit en bon état, vérifier s'il y a des dégâts, afin que le lieu reste digne de la déesse.

### Fiction
- Les Cousins de Vaison (1932) de Jean Martet (Dea Dia est au cœur du roman).